# Ligue des champions de hockey sur glace 2009-2010
Navigation
Ligue des champions 2008-2009 Ligue des champions 2014-2015
La Ligue des champions de hockey sur glace 2009-2010 était programmée pour être la 2e édition de la Ligue des champions de hockey sur glace avant d'être annulée.

## Équipes participantes
L'édition 2009-2010 devait être disputée par 29 équipes dans 22 pays avec deux tours de qualification.

### Qualifiés directement pour le tour final
Les champions des sept meilleurs ligues européennes (Russie, Suède, Finlande, République tchèque, Slovaquie, Suisse et Allemagne) sont qualifiés directement pour le tour final.
| Drapeau de la Russie    | Ak Bars Kazan           | Kazan, Russie                    | Champion de la Ligue continentale de hockey |
| Drapeau de la Finlande  | JYP Jyväskylä           | Jyväskylä, Finlande              | Champion de la SM-liiga                     |
| Drapeau de la Tchéquie  | HC Energie Karlovy Vary | Karlovy Vary, République tchèque | Champion de l'Extraliga                     |
| Drapeau de la Suède     | Färjestads BK           | Karlstad, Suède                  | Champion de l'Elitserien                    |
| Drapeau de la Slovaquie | HC Košice               | Košice, Slovaquie                | Champion de l'Extraliga                     |
| Drapeau de la Suisse    | HC Davos                | Davos, Suisse                    | Champion de la Ligue nationale A            |
| Drapeau de l'Allemagne  | Eisbären Berlin         | Berlin, Allemagne                | Champion de la Deutsche Eishockey-Liga      |

### Qualifiés directement pour le second tour
Les vainqueurs de la saison régulière des 4 meilleurs ligues européennes (Russie, Suède, Finlande et République tchèque) seront qualifiées pour le second tour.
| Drapeau de la Russie   | Salavat Ioulaïev Oufa | Oufa, Bachkirie, Russie    | Vainqueur de la saison régulière de la Ligue continentale de hockey |
| Drapeau de la Finlande | JYP Jyväskylä         | Jyväskylä, Finlande        | Vainqueur de la saison régulière de la SM-liiga                     |
| Drapeau de la Tchéquie | HC Slavia Praha       | Prague, République tchèque | Vainqueur de la saison régulière de l'Extraliga                     |
| Drapeau de la Suède    | Färjestads BK         | Karlstad, Suède            | Vainqueur de la saison régulière de l'Elitserien                    |

Note: Si le vainqueur de la saison régulière remporte également les séries éliminatoires, le dauphin de la saison régulière participera à cette phase de qualification. Les seconds sont le HC Pardubice en Extraliga, le Linköpings HC en Elitserien et l'Espoo Blues en SM-liiga.

### Équipes participant au premier tour de qualification
Les vainqueurs de la saison régulière des ligues classées cinquième à septième (Slovaquie, Suisse et Allemagne) ainsi que les champions des ligues classées de la 8e à 22e places participent à ce premier tour de qualification. Si le vainqueur de la saison régulière remporte également les séries éliminatoires, le dauphin de la saison régulière participera à cette phase de qualification en l'occurrence le HC Slovan Bratislava en Slovaquie et les Scorpions de Hanovre en Allemagne. 
| Drapeau de la Slovaquie   | HC Košice                    | Košice, Slovaquie        | Vainqueur de la saison régulière de l'Extraliga |
| Drapeau de la Suisse      | CP Berne                     | Berne, Suisse            | Vainqueur de la saison régulière de la LNA      |
| Drapeau de l'Allemagne    | Eisbären Berlin              | Berlin, Allemagne        | Vainqueur de la saison régulière de la DEL      |
| Drapeau de la Biélorussie | Yunost Minsk                 | Minsk, Biélorussie       | Champion de l'Ekstraliga                        |
| Drapeau de la Lettonie    | Liepājas Metalurgs           | Liepāja, Lettonie        | Champion du Latvijas Atklātais čempionāts       |
| Drapeau du Danemark       | SønderjyskE Ishockey         | Vojens, Danemark         | Champion de l'AL-Bank Ligaen                    |
| Drapeau de l'Autriche     | EC Klagenfurt AC             | Klagenfurt, Autriche     | Champion de l'EBEL                              |
| Drapeau du Kazakhstan     | Barys Astana                 | Astana, Kazakhstan       | Champion du Kazakhstan                          |
| Drapeau de la Norvège     | Vålerenga IF Oslo            | Oslo, Norvège            | Champion de la GET-ligaen                       |
| Drapeau de la France      | Grenoble Métropole Hockey 38 | Grenoble, France         | Champion de la Ligue Magnus                     |
| Drapeau de la Slovénie    | HK Jesenice                  | Jesenice, Slovénie       | Champion du Državno Prvenstvo                   |
| Drapeau de l'Italie       | HC Bolzano                   | Bolzano, Italie          | Champion de la Serie A                          |
| Drapeau de la Hongrie     | Alba Volán Székesfehérvár    | Székesfehérvár, Hongrie  | Champion de la OB I. BAJNOKSÁG                  |
| Drapeau de la Pologne     | KS Cracovia Kraków           | Cracovie, Pologne        | Champion de l'Ekstraklasa                       |
| Drapeau des Pays-Bas      | HYS La Haye                  | La Haye, Pays-Bas        | Champion de l'Eredivisie                        |
| Drapeau de l'Ukraine      | HK Sokol Kiev                | Kiev, Ukraine            | Champion de la Vyscha Liha                      |
| Drapeau du Royaume-Uni    | Sheffield Steelers           | Sheffield, Angleterre    | Champion de l'Elite Ice Hockey League           |
| Drapeau de la Roumanie    | SC Miercurea-Ciuc            | Miercurea-Ciuc, Roumanie | Champion de la Superliga Nationala              |